# Ортис Камарго, Гильермо
Гилье́рмо Э́ктор О́ртис Кама́рго (исп. Guillermo Héctor Ortiz Camargo; 25 июня 1939, Мехико — 17 декабря 2009, Мехико) — мексиканский футболист, участник чемпионата мира 1962 года.

## Биография

### Клубная карьера
Ортис на протяжении своей футбольной карьеры играл в клубе «Некакса», в составе которого отыграл восемь сезонов и выиграл Кубок Мексики 1960 года. В этом же клубе он завершил футбольную карьеру в возрасте 30 лет.

### Карьера в сборной
В составе сборной Мексики был в заявке на чемпионате мира 1962 года, но на поле так и не вышел из-за полученной перед турниром травмы. Всего за сборную Мексики сыграл 11 матчей и забил 5 мячей.

### Смерть
Скончался 17 декабря 2009 года в Мехико в возрасте 70 лет от рака горла.

## Достижения
«Некакса»
- Обладатель Кубка Мексики (1): 1959/1960